# Ambasciatori austriaci in Norvegia

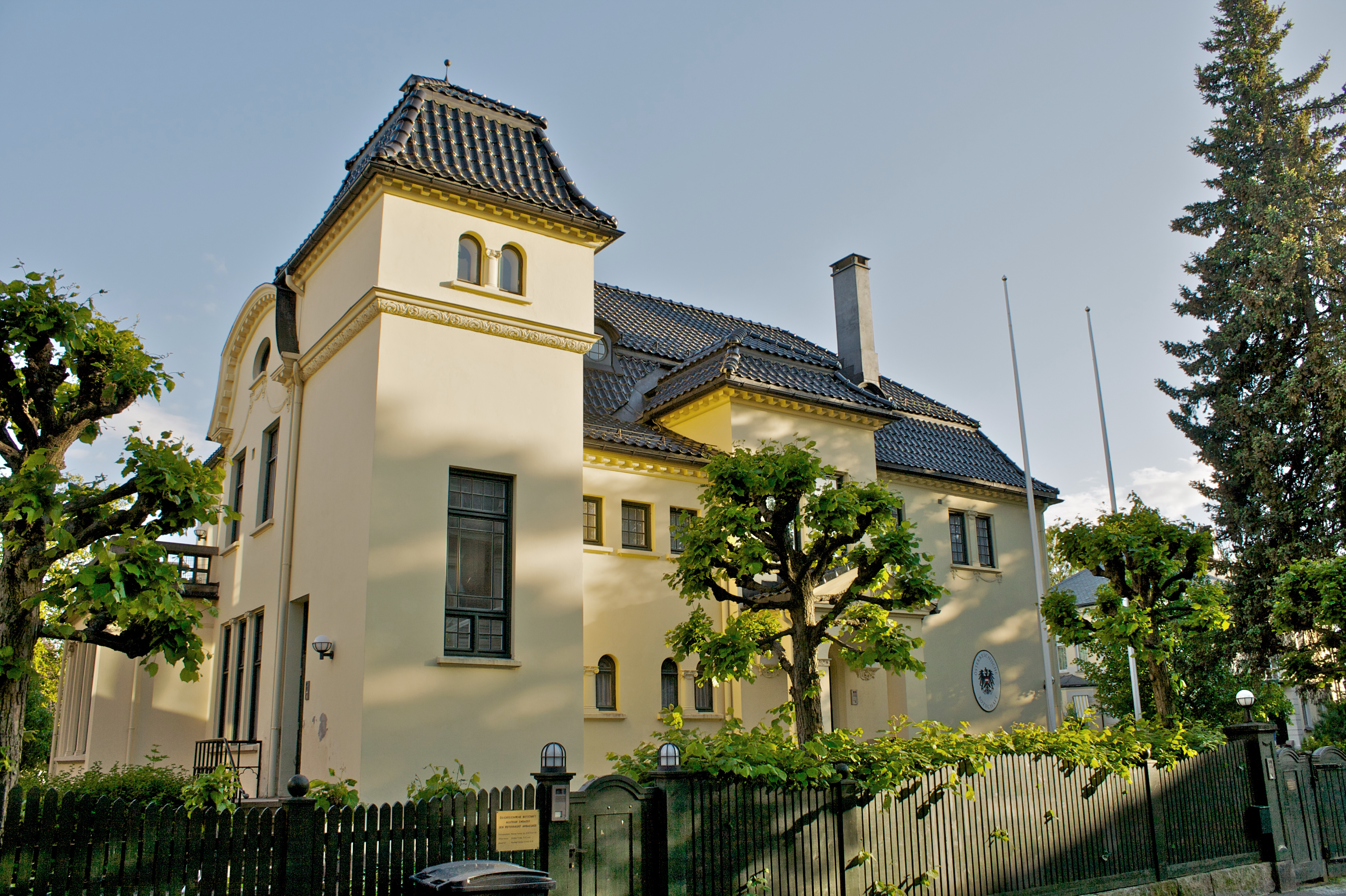
La sede dell'ambasciata austriaca in Norvegia a Oslo.

L'ambasciatore austriaco in Norvegia è il primo rappresentante diplomatico dell'Austria (già dell'Impero austro-ungarico) in Norvegia. Le relazioni diplomatiche tra i due paesi ebbero inizio nel 1905, ma sino al 1918 esse vennero gestite dall'ambasciatore austriaco in Danimarca. Già nel 1855 e sino al 1859, l'impero austriaco aveva aperto un consolato in Norvegia che però ebbe breve durata. Le relazioni si interruppero dopo il 1918 dal momento che la nuova repubblica austriaca, per motivi di economia, non ritenne di dover mantenere le spese per la costituzione di una nuova ambasceria in Norvegia. Di conseguenza, dopo la seconda guerra mondiale, i rapporti diplomatici ripresero nel 1959.

## Impero austroungarico

### Console generale
- 1855-1859: Ferdinand von Langenau

Chiusura del consolato

### Ambasciatore
1905-1917: Relazioni diplomatiche gestite dall'ambasciatore imperiale in Danimarca
- 1917-1919: Alexander Hoyos

1919-1959: Interruzione delle relazioni diplomatiche

## Repubblica austriaca
- 1959-1965: Johanna Monschein
- 1965-1967: Paul Wetzler
- 1967-1969: Johannes Willfort
- 1969-1974: Ernst Luegmayer
- 1974-1977: Eduard Schiller
- 1977-1985: Karl Wolf
- 1985-1990: Walter Hietsch
- 1990-1994: Franz Palla
- 1994-1999: Harald Wiesner
- 1999-2004: Thomas Hajnoczi
- 2004-2008: Anton Kozusnik
- 2008-2012: Lorenz Graf
- 2012-2017: Thomas Wunderbaldinger
- Dal 2017: Wilhelm Donko